# Pseudoyelicones nigriscutum
Pseudoyelicones nigriscutum är en stekelart som beskrevs av Van Achterberg 1997. Pseudoyelicones nigriscutum ingår i släktet Pseudoyelicones och familjen bracksteklar. Inga underarter finns listade i Catalogue of Life.